# Papuacalia yuleensis
Papuacalia yuleensis là một loài thực vật có hoa trong họ Cúc. Loài này được Veldkamp mô tả khoa học đầu tiên năm 1991.